# Metabotroper Glutamatrezeptor 5
Metabotroper Glutamatrezeptor 5 (GRM 5, mGluR5) ist ein Protein aus der Gruppe der metabotropen Glutamatrezeptoren.

## Eigenschaften
Der metabotrope Glutamatrezeptor 5 ist ein G-Protein-gekoppelter Rezeptor. Gemeinsam mit mGluR1 bildet er die Gruppe I der metabotropen Glutamatrezeptoren. Nach Bindung von Glutamat erfolgt eine Konformationsänderung, die eine Signaltransduktion über G-Proteine (aus der Familie Gq) bewirkt. In Folge wird die Phospholipase C aktiviert, was zur Anreicherung von IP3 und Diacylglycerol (DAG) im Zellinneren führt. Über IP3-Rezeptoren kommt es zur Freisetzung von Calciumionen aus dem endoplasmatischen Retikulum, während DAG vor allem die Proteinkinase C aktiviert. Der metabotrope Glutamatrezeptor 5 besitzt Disulfidbrücken und ist glykosyliert, methyliert und phosphoryliert. Der metabotrope Glutamatrezeptor 5 ist an der synaptischen Plastizität beteiligt.

## Liganden

### Agonist
- CHPG (2-amino-2-(2-chlor-5-hydroxyphenyl)essigsäure)

### Antagonisten
- Lithium[2]
- RO4917523 (Roche)[3]
- LY-344,545
- Mavoglurant (Bezeichnung während der Entwicklungsphase: AFQ056) (Novartis)[3]
- Remeglurant
- SIB-1893

### Positive allosterische Modulatoren
- ADX-47273[4]
- CPPHA[5][6]
- VU-29: Ki = 244 nM, EC50 = 9,0 nM; VU-36: Ki = 95 nM, EC50 = 10,6 nM[7]
- VU-1545: Ki = 156 nM, EC50 = 9.6 nM[8]
- CDPPB (3-cyano-N-(1,3-diphenyl-1H-pyrazol-5-yl)benzamid)[9]
- DFB (1-(3-fluorphenyl)-N-((3-fluorphenyl)methylidenamino)methanimin)

### Orthosterischer Antagonist
- LY-344,545

### Negative allosterische Modulatoren
- Basimglurant
- Dipraglurant
- Fenobam
- GRN-529[10]
- MPEP
- MTEP: wirkt stärker als MPEP
- Raseglurant